# Strelitzia × kewensis
Strelitzia × kewensis umjetni hibrid vrsta S. alba i S. reginae